# Gnophos intermediaria
Gnophos intermediaria là một loài bướm đêm trong họ Geometridae.